# Lawrence Wackett
Sir Lawrence James Wackett KBE, DFC, AFC (Townsville, 2 de janeiro de 1896 – St Leonards,18 de Março de 1982) é amplamente considerado como "o pai da indústria aeronáutica Australiana". Ele tem sido descrito como "uma das figuras imponentes na história da aviação australiana, abrangendo praticamente todos os aspectos das actividades: piloto, designer de fuselagens e motores, empresário e gestor". Ele foi condecorado por serviços prestados à aviação e foi um vencedor da Medalha de Ouro Oswald Watt. Ele também era um grande pescador e escreveu dois livros sobre o assunto.